# William Bonin
William George Bonin (8 de janeiro de 1947 - 23 de fevereiro de 1996) foi um assassino em série americano e duas vezes condenado como violador, que cometeu violação, tortura e assassinatos de pelo menos 21 rapazes e jovens numa série de mortes entre 1979 e 1980 no sul da Califórnia. É por vezes referido como "O Assassino da Autoestrada", uma alcunha que partilha com dois outros assassinos - separadamente - chamados Patrick Kearney e Randy Steven Kraft. Bonin foi também suspeito de ter cometido mais de 15 assassinatos. Foi condenado por 14 desses assassinatos e consequentemente, executado em 1996.
Bonin começou a ser conhecido como "O Assassino da Autoestrada" devido ao facto da maioria dos cadáveres das suas vítimas terem sido encontrados ao longo de várias autoestradas, na Califórnia.

## Vida

### Infância
Bonin nasceu em Connecticut em janeiro de 1947, sendo o segundo de três irmãos. O seu pai era um jogador compulsivo e alcoólico. A mãe de Bonin, Alice, também era alcoólica, que deixava frequentemente Bonin e os seus irmãos ao cuidado do seu avô, um pedófilo condenado. Bonin e os seus irmãos foram negligenciados em crianças, e eram várias vezes alimentados pelos vizinhos.
Em 1950, com 6 anos, Bonin foi colocado num orfanato, onde ficou até fazer 9 anos.
Aos 10 anos, Bonin foi preso por roubar matrículas de carros e acabou num centro de detenção juvenil por outros crimes menores. Na sua adolescência, voltou para casa da mãe e começou a molestar crianças menores.

### Casamento e Força Aérea Americana
Depois de se graduar no ensino médio em 1965, Bonin ficou noivo, e juntou-se à Força Aérea Americana. Serviu na Guerra do Vietname como artilheiro aéreo, tendo feito mais de 700 horas de combate e tempo de patrulha, ganhando uma medalha por boa conduta. Enquanto servia no Vietname, Bonin arriscou a sua vida sob fogo para salvar a vida de um companheiro soldado, mas mais tarde acabou por assumir ter violado dois outros companheiros soldados, sob ameaça de arma. Bonin foi retirado com honra da Força Aérea Americana em outubro de 1968 e voltou ao Connecticut para viver com a sua mãe antes de se mudar para a Califórnia.

### Primeiros indícios
Em 17 de novembro de 1968 aos 24 anos, Bonin violou um jovem. Mais tarde, no fim do ano de 1968 e princípio de 1969, raptou e violou 4 jovens com idades entre os 12 e os 18 anos. Em 1969, foi indiciado em 5 acusações de rapto e 4 acusações de violação de 5 jovens. Deu-se como culpado de violação e sexo oral forçado e foi condenado a ficar no Hospital de Atascadero como um violador doente mental submisso a tratamento. Em 1971, foi enviado para a prisão, declarado como inútil a mais tratamentos.
Bonin foi libertado em maio de 1974 depois de os médicos terem concluído que "não seria mais um perigo para os outros". Passados 16 meses da sua libertação, Bonin foi acusado de ter violado, sob ameaça de arma, um caminhante de 14 anos, chamado David McVicker e a tentativa de rapto de um outro adolescente, para o qual foi condenado entre 1 a 15 anos de prisão na prisão de homens de San Luis Obispo.

## Libertação e agrupamento com Vernon Butts
Em 11 de outubro de 1978, Bonin foi libertado da prisão, após 18 meses de aprisionamento. Após a sua libertação, foi morar para um complexo de apartamentos na cidade de Downey, no sul do estado da Califórnia, onde encontrou emprego como camionista e começou a namorar uma rapariga que, segundo disse a conhecidos, a acompanhava com frequência a Anaheim aos domingos.
Pouco depois de se mudar para Downey, Bonin começou a mostrar-se interessado numa vizinha de 43 anos que se chamava Everett Fraser. Bonin frequentava as suas festas nos seu apartamento e, através destes eventos, começou a ficar mais próximo de um trabalhador de fábrica de 22 anos que era mágico de festas em tempo parcial, chamado Vernon Butts, e de um texano de 19 anos, chamado Gregory Miley.

## Onda de mortes
Bonin normalmente escolhia caminhantes jovens, rapazes de escola e ocasionalmente, homens prostitutos como suas vítimas. As vítimas, com idades entre os 12 e os 19 anos, que eram seduzidos ou forçados a entrar na sua carrinha de campismo Chevrolet, onde eram dominados e atados nas mãos e pés com uma combinação de algemas e arame ou corda. Eram depois violados, torturados e mortos por estrangulação com as suas próprias camisolas, apesar de algumas vítimas terem sido esfaqueadas ou espancadas até à morte. Uma das vítimas, Darian Kendrick, foi forçado a beber ácido clorídrico; duas tinham picadores de gelo espetados nos ouvidos e outra vítima, Mark Shelton, morreu de choque. As vítimas eram normalmente mortas dentro da carrinha de Bonin e largadas ao longo de várias autoestradas, no sul da Califórnia. Em pelo menos 12 dos assassinatos, Bonin foi ajudado por um ou mais dos seus quatro cúmplices.

### Primeiro assassinato e primeira prisão
O primeiro assassinato pelo qual Bonin foi preso foi de um caminhante de 13 anos chamado Thomas Glen Lundgren. Lundgren foi visto pela última vez deixando a casa dos seus pais em Reseda, na manhã de 28 de maio de 1979. O seu corpo foi encontrado nessa mesma tarde em Agoura. A autópsia revelou que Lundgren tinha sofrido castração e traumatismos na cara e na cabeça. Para além disso, tinha sido cortado na garganta, esfaqueado e estrangulado até à morte. No rapto e morte de Lundgren, Borin foi ajudado por Vernon Butts, que se suspeitava que acompanhava Bonin em mais 8 assassinatos atribuídos ao Assassino da Auto estrada.
No verão de 1979, Bonin foi preso novamente por violar um jovem de 17 anos em Dana Point. Esta violação da sua liberdade condicional deveria ter resultado no seu regresso à prisão. Contudo, um erro administrativo resultou na sua libertação. Everett Fraser foi buscar Bonin à prisão de Orange County onde estava preso.
Fraser, mais tarde, disse que, enquanto estava a levar Bonin a casa, este lhe disse: "Ninguém vai voltar a testemunhar. Isto nunca mais me vai voltar a acontecer".

## Assassinatos do "Assassino da autoestrada"
Dois meses depois do assassinato de Thomas Lundgren, em 4 de agosto de 1979, Borin e Butts raptaram um jovem de 17 anos de Westminster chamado Mark Shelton enquanto voltava de um cinema perto de Beach Boulevard. Shelton foi violado com vários objetos, fazendo com que o seu corpo entrasse num estado de choque que foi fatal. O seu corpo foi depois largado em San Bernardino. No dia seguinte, Bonin e Butts encontraram um jovem estudante alemão de 17 anos chamado Markus Grabs a fazer uma caminhada na autoestrada de Pacific Coast. Grabs foi preso com fios de ignição e conduzido até à casa de Bonin onde foi sodomizado, espancado e esfaqueado um total de 77 vezes antes do seu corpo ser largado na autoestrada de Malibu.
Em 27 de agosto, Bonin e Butts raptaram um jovem de 15 anos de Hollywood chamado Donald Ray Hyden. Hyden foi visto vivo, pela última vez, a andar ao longo da avenida de Santa Mónica a uma da manhã. O seu corpo foi encontrado nessa mesma manhã num aterro perto da autoestrada de Ventura. O jovem tinha sido esfaqueado no pescoço e nos genitais, estrangulado e espancado na cabeça.
Duas semanas depois do assassinato de Donald Hyden, em 9 de setembro, Bonin e Butts encontraram um jovem de 17 anos, em La Mirada, chamado David Murillo indo de bicicleta para o cinema. O par atraiu Murillo para a carrinha de Bonin onde foi atado, violado, espancado e estrangulado antes do seu corpo ser deixado ao longo da autoestrada 101. Oito dias depois, um jovem de 18 anos em Newport Beach, chamado Robert Wirostek, foi raptado enquanto ia de bicicleta para o seu trabalho numa mercearia. O corpo foi encontrado em 19 de setembro na interestadual 10. 
Não se conhecem mortes de Bonin até ao dia 1 de novembro, quando ele e Butts raptaram e mataram um jovem não identificado, estimando-se ter por volta de 19 anos. A vítima foi espancada brutalmente, depois estrangulada até à morte antes do seu corpo ser largado em Kern County. No dia seguinte, Bonin - sozinho - raptou e estrangulou um jovem de 17 anos chamado Frank Dennis Fox. O seu corpo nu foi encontrado dois dias depois numa autoestrada a 5 milhas de San Diego. Dez dias depois da morte de Frank Fox, um jovem de Long Beach, com 15 anos, chamado John Kilpatric, desapareceu depois de deixar a casa dos pais para socializar com os seus amigos. Kilpatrick foi estrangulado até à morte antes do seu corpo ser deixado em Rialto.
Em 1 de janeiro de 1980, Bonin brutalizou e estrangulou um jovem de Rialto com 16 anos chamado Michael Francis McDonald. O seu corpo vestido foi encontrado em San Bernardino County dois dias depois da sua morte, apesar de o seu corpo só ser identificado em 24 de março.

### Participação de Gregory Miley
Em 3 de fevereiro, Bonin foi ajudado por Gregory Miley, conduzindo de Downey para Hollywood, onde encontraram um jovem caminhante de 15 anos chamado Charles Miranda, caminhando pela avenida de Santa Mónica. Miranda foi forçado a entregar a sua carteira a Bonin antes de ser dominado, violado com vários objetos, sendo depois estrangulado com um ferro enquanto Miley saltava, repetidamente, sobre o seu peito. O seu corpo nu foi encontrado numa valeta. Bonin depois sugeriu a Miley: "Estou excitado, vamos fazer isto a outro". Passado algumas horas, em Huntington Beach, Bonin e Miley raptaram, violaram e mataram James Macabe que, com a idade de 12 anos, foi a vítima mais nova de Bonin. Macabe foi raptado enquanto esperava pelo autocarro para ir à Disneyland, na esquina de Beach Boulevard e Slater Avenue. Segundo Miley, o rapaz entrou na carrinha voluntariamente, antes de Bonin ter parado a carrinha num parque de uma mercearia. Miley depois ouviu Macabe a chorar enquanto Bonin lhe batia e o violava, antes de ele próprio se juntar na pancadaria apenas porque sentia que tinha de o fazer. Bonin estrangulou Macabe até à morte com a sua própria camisola. Totalmente vestido, o rapaz foi encontrado três dias depois num aterro em Walnut.

### Mortes seguintes
Bonin não matou novamente até 14 de março, quando raptou e matou um jovem de 18 anos, chamado Ronald Gatlin. Gatlin foi espancado, sodomizado e sofreu perfurações profundas com um picador de gelo à volta das orelhas e pescoço antes de ser estrangulado com uma ligadura. O seu corpo foi encontrado no dia seguinte na cidade de Duarte. Uma semana depois, em 21 de março, Bonin seduziu um rapaz de 14 anos chamado Glenn Barker para a sua carrinha enquanto caminhava para a escola. Barker foi também violado, espancado e estrangulado até à morte com uma ligadura, apesar de o seu corpo também ter evidências de queimaduras de cigarro no pescoço. Às 4 da tarde do mesmo dia, um rapaz de 15 anos Russell Rugh foi raptado numa paragem de autocarro em Garden Grove. Rugh foi atado, espancado e estrangulado até à morte antes do seu corpo ser largado na floresta nacional de Cleveland. Os corpos foram encontrados em 23 de março.

### Encontro com William Pugh
Uma tarde de março de 1980, Bonin ofereceu a William Pugh, um rapaz de 17 anos, uma boleia para casa. Minutos depois de ter aceite a boleia, Bonin perguntou a Pugh se queria ter relações sexuais. Pugh, mais tarde, disse que entrou em pânico ao ouvir esta pergunta, e depois de ter ficado alguns minutos em silêncio, tentou sair do veículo assim que Bonin parou num sinal vermelho. Em resposta, Bonin agarrou Pugh pelo colarinho, arrastando-o de volta para o lugar do passageiro. Segundo Pugh, Bonin confidenciou-lhe que gostava de pegar em jovens rapazes às sextas e sábados à noite, dos quais abusava antes de os estrangular até à morte na sua própria camisola. Bonin informou Pugh: "Se queres matar alguém, deves fazer um plano e encontrar um lugar para largar o corpo antes de escolheres a vítima".
Pugh foi levado para casa sem ser atacado.

### Assassinato de Harry Turner
Em 24 de março, Bonin e Pugh raptaram um fugitivo de 15 anos chamado Harry Todd Turner de Los Angeles. Turner tinha fugido da casa de rapazes em Lancaster quatro dias antes deste encontro com Bonin e Pugh. Segundo Pugh, ele e Bonin atraíram Turner até à carrinha de Bonin com oferta de 20 dólares por sexo. Depois de o atar, violar e espancar, Bonin ordenou Pugh que lhe batesse. Depois de Pugh ter batido em Turner na cabeça e no corpo por vários minutos, Bonin estrangulou-o até à morte com a sua camisola antes de deixar o corpo numa valeta em Los Angeles. A autópsia de Turner revelou que o jovem tinha um total de oito fraturas no crânio por um objeto antes de ser estrangulado.

### Mortes tardias e agrupamento com James Munro
Em 10 de abril, Bonin matou duas vezes no mesmo dia; raptou um jovem de 16 anos de Bellflower chamado Steven Wood e largou o seu corpo na autoestrada de Pacific Coast. Três semanas depois, em 29 de abril, em Stanton, Bonin e Butts atrairam um jovem de 19 anos empregado de supermercado chamado Darin Kendrick para a carrinha de Bonin que estava estacionada na loja onde Kendrick trabalhava. Kendrick foi obrigado a beber ácido clorídrico por Bonin antes de Butts espetar um picador de gelo no seu ouvido. O seu corpo foi largado perto da auto estrada de Artesia.
Em 17 de maio, Bonin raptou e matou um jovem de 17 anos chamado Lawrence Sharp. Sharp foi espancado, estrangulado e largado numa estação de gasolina em Westminster. Dois dias depois, Bonin perguntou novamente a Butts para o acompanhar numa morte, contudo, Butts recusou-se. Sozinho, Bonin raptou um jovem de 14 anos de South Gate chamado Sean King de uma paragem de autocarro em Downey e largou o seu corpo em Yucaipa. Bonin visitou Butts e gabou-se da morte ao seu cúmplice.
Nove dias depois da morte de Sean King, Bonin convidou um sem-abrigo de 19 anos chamado James Munro para morar consigo. Munro aceitou a sua oferta, descrevendo depois que a impressão inicial de Bonin era de que era "um bom homem, realmente normal". O jovem aceitou depois a oferta de trabalhar nas entregas de Montebello, onde Bonin trabalhava.

## Vigilância
Na primavera de 1980, os assassinatos cometidos pelo "Assassino da autoestrada", como era conhecido nos media, tiveram bastante sucesso. A 29 de maio, William Pugh (que tinha sido preso por roubo de carro), ouviu os detalhes dos assassinatos em progresso na rádio local e confidenciou a um conselheiro a suspeita que Bonin estaria por trás das mortes. O conselheiro reportou as suas suspeitas à polícia, que por sua vez deu a informação ao departamento de homicídios de Los Angeles e respetivo sargento John St. John. Após ouvir a dica do conselheiro, St. John entrevistou Pugh e deduziu pela conversa, que Bonin poderia ser o assassino da autoestrada.
Uma investigação ao passado de Bonin revelou uma série de convicções para a violação de vários jovens. O detetive St. John começou a vigiar os movimentos de Bonin. A vigilância começou em 2 de junho de 1980.

### Assassinato de Steven Wells
Em 2 de junho, o dia em que a polícia começou a vigilância, Bonin acompanhado de James Munro, atraiu um jovem trabalhador de uma loja de impressões, de 18 anos, chamado Steven Jay Wells de uma paragem de autocarro na avenida El Segundo para a sua carrinha. Wells foi conduzido até ao apartamento de Bonin, segundo Munro, onde foi violado, espancado e estrangulado com a sua camisola. Bonin deixou, depois, o corpo de Wells dentro de uma caixa de cartão que depois Bonin e Munro levaram para a sua carrinha. O par conduziu depois até à casa de Vernon Butts, a quem o Bonin tinha pedido conselhos sobre o sítio onde deixar o corpo de Wells. No julgamento de Bonin, Munro disse que Butts respondeu "Tenta uma bomba de gasolina". Munro tentou ainda testemunhar que Bonin assim que mostrou a Butts o corpo de Wells, Butts aconselhou-o a largar o corpo perto das montanhas, durante a hora de ponta. O corpo de Wells foi largado na bomba de gasolina de Huntington Beach.
Um dia depois de Bonin ser preso, Munro roubou o carro de Bonin e foi para o Michigan.

## Prisão
Em 11 de junho, 9 dias depois do início da vigilância, a polícia observou Bonin a tentar apanhar 5 jovens separadamente, e depois teve sucesso a apanhar um jovem na sua carrinha. A polícia seguiu-o até a carrinha estacionar num parque de estacionamento deserto, onde o prenderam em flagrante, enquanto violava o jovem de 15 anos, identificado como Harold T.

### Vítimas
Bonin e os seus quatro conhecidos cúmplices foram condenados de 14 assassinatos cometidos entre 5 de agosto de 1979 a 2 de junho de 1980, apesar de Bonin também ter sido acusado de mais dois crimes adicionais. Desses crimes do qual Bonin foi condenado, 10 foram cometidos em Los Angeles e quatro perto de Orange County. Contudo, o assassino da auto estrada foi suspeito de ter cometido, pelo menos, 21 assassinatos. As mortes pelas quais Bonin foi condenado encontram-se na tabela.
- Em 9 assassinatos; entre Lundgren, Shelton, Grabs, Hyden, Murillo, Wirostek, Kendrick, Wells e um desconhecido encontrado em Kern County em novembro de 1979, Bonin foi ajudado pelo seu primeiro cúmplice Vernon Butts, um antigo trabalhador fabril de 22 anos que, segundo Nonin, era um cúmplice bastante ativo;
- Bonin foi ajudado por Gregory Matthews Miley de 19 anos, em 3 de fevereiro, nos assassinatos de Miranda e Macabe. Miley depois voltou a Houston em março de 1980;
- James Michael Munro, colega de Bonin, ajudou-o no assassinato de Steven Wells;
- Depois da prisão de Bonin, a polícia descobriu através dos amigos de Bonin que William Pugh de 17 anos, a pessoa que tinha informado a polícia sobre Bonin ser o assassino da auto estrada, conhecia Bonin melhor do que inicialmente tinha divulgado. A polícia descobriu, mais tarde, que Pugh tinha ajudado Bonin em 24 de março na morte de Harry Todd Turner;
- Bonin não foi a julgamento pelas mortes de Mark Shelton, Robert Wirostek, John Kilpatrick, Michael McDonald ou do desconhecido que foi encontrado em novembro de 1979, porque a polícia não tinha provas suficientes para ligar os corpos a Bonin: a polícia acusou Bonin e Butts pelo assassino do desconhecido, de Mark Duane Shelton e Robert Christopher Wirostek (juntamente com o de Darin Kendrick) em outubro de 1980. Shelton tinha sido ligado ao assassino da auto estrada quando o corpo foi encontrado em agosto de 1979, juntamente com o do desconhecido e Darin Lee Kendrick. Wirostek, que tinha desaparecido em 17 de setembro de 1979, não foi confirmado como sendo uma morte do assassino da auto estrada até ao seu corpo ter sido encontrado e identificado em julho de 1980;
- Três meses depois de todas as acusações terem sido feitas, Vernon Butts suicidou-se, deixando com que o seu testemunho em três casos se tornasse inadmissível como prova. A polícia acabou por decidir não acusar Bonin de nenhum destes três crimes, apesar de existir suficientes provas físicas;
- Em 5 de agosto de 1980, o desconhecido, associado ao assassino da auto estrada, foi identificado como John Frederick Kilpatrick, um jovem de 15 anos de Long Beach que tinha desaparecido em 10 de dezembro de 1979, encontrado estrangulado em 13 de dezembro em Rialto. Nem Bonin nem os seus cúmplices foram acusados do assassinato de Kilpatrick, apesar de Bonin nunca se ter confessado;
- Bonin foi acusado dos assassinatos de Sean King e Thomas Lundgren. Bonin confessou ambos os crimes.

## Confissão
Na polícia, Bonin confessou raptar, violar e matar 21 jovens e rapazes, designando Butts como o seu principal cúmplice. A polícia também suspeitava que Bonin era o responsável por aproximadamente mais 15 assassinatos. Entre 26 de julho e 29 de julho, Bonin foi acusado de 16 assassinatos que confessou e a acusação acreditava que tinha o suficiente de provas para o condenar. Ele não demonstrou remorso e disse a um jornalista que lhe perguntou o que faria se ainda estivesse livre: "Estaria ainda a matar, não consigo parar de matar. Cada vez fica mais fácil". 
Basendo-se na confissão de Bonin, a polícia prendeu Vernon Butts em 25 de julho e acusou-o de cumplicidade com Bonin em 5 dos assassinatos. Foi mais tarde acusado de mais 4 assassinatos cometidos entre 5 de agosto de 1979 e 29 de abril de 1980. Em 31 de julho, Munro foi preso no Michigan e acusado do assassinato de Steven Wells e em 22 de agosto Miley foi preso no Texas e acusado dos assassinatos de Charles Miranda e James Macabe. Butts, Miley e Munro todos aceitaram testemunhar contra Bonin em troca de serem poupados à pena de morte.

## Julgamento
Bonin foi trazido a julgamento em Los Angeles, acusado dos assassinato de 12 das suas vítimas cujos corpos foram encontrados, em 5 de novembro de 1981. O advogado de acusação Stirling Norris, que acusou Bonin, pediu a pena de morte para cada assassinato que cometeu, dizendo que "Iremos provar que ele é o assassino da auto estrada, como foi mostrado pelas testemunhas. Iremos mostrar que ele gostou de matar. Não só gostou de matar, e planeou gostar, como tinha uma sede insaciável - não apenas de violar mas também de matar".
Bonin foi fisicamente ligado a vários assassinatos por manchas de sangue e sémen, cabelos e fibras de tapete. Provas médicas mostraram que seis dos assassinatos dos quais Bonin foi acusado foram feitos com o mesmo método de estrangulação, que é assinalado por Norris como uma assinatura.
Tanto Miley como Munro testemunharam contra Bonin no seu julgamento, descrevendo graficamente detalhes dos assassinatos que acompanharam Bonin. Munro testemunhou que depois da morte de Stephen Wells ele, Bonin e Butts foram ao McDonald's e compraram hamburguers com o dinheiro que tinham tirado da carteira de Wells. Enquanto comiam, Bonin riu-se e gabou-se: "Obrigada Steven, onde quer que estejas". Miley testemunhou a sua participação nos assassinatos de Miranda e Macabe; descreveu os detalhes gráficos de como ambos os jovens foram espancados e torturados com um ferro antes de morrerem e como ouviu "vários ossos a partirem-se" enquanto um dos jovens era estrangulado por Bonin.
O julgamento durou até 5 de janeiro de 1982. Depois de 6 dias de deliberação, o júri condenou Bonin de 10 assassinatos, não acusando dos assassinatos de Thomas Lundgren e Sean King. Bonin foi sentenciado à morte pelos 10 crimes que cometeu. 
Bonin foi ilibado do crime de Sean King porque tinha levado a polícia ao corpo em dezembro de 1980, com a combinação que o facto de os levar ao corpo não podia ser usado em tribunal. Foi ainda ilibado do assassinato de Thomas Lundgren porque escolheu não confessar este crime.
Em março de 1983, Bonin foi para a prisão de Orange County, acusado com o assassinato de mais 4 vítimas que tinham sido mortas entre novembro de 1979 e abril de 1980. Em 26 de agosto de 1983, Bonin foi acusado destes 4 crimes.
Bonin passou um total de 14 anos no corredor da morte de California, aguardando execução na câmara de gás. Preencheu vários recursos contra a sua condenação enquanto preso, mas sem sucesso. A sua última submissão foi em outubro de 1994, foi rejeitado em 28 de junho de 1995.
Em 1992, no seguimento da execução de Robert Alton Harris, o estado da Califórnia optou por usar a injeção letal como um método alternativo à câmara de gás, assumindo a câmara de gás como "cruel e estranha".

### Execução
William Bonin foi executado em 23 de fevereiro de 1996, 16 anos depois da sua prisão, através de injeção letal dentro da câmara de gás da prisão de San Quentin. Bonin foi a primeira pessoa a ser executada através da injeção letal, na história da Califórnia.
Num entrevista local dada a uma rádio local, menos de 24 horas antes de ser executado, Bonin disse que "estava em paz" com o facto de estar quase a morrer. Quando perguntaram se tinha algo a dizer às famílias das vítimas, Bonin simplesmente disse: "Eles sentem que a minha morte lhe vai trazer paz, mas não vai ser o caso. Eles vão descobrir".
Às 6 da tarde, do dia em que foi executado, Bonin foi retirado da sua cela para uma cela do corredor da morte, onde pediu a sua última refeição: duas pizzas grandes, três tigelas de gelado e 3 packs de 6 Coca-colas. No sua declaração final, dada uma hora antes da sua execução à meia noite, Bonin expressou novamente nenhum remorso dos crimes:
William Bonin tinha 49 anos à altura da sua execução.
- Vernon Butts, acusado de cumplicidade com Bonin em 9 dos crimes de Bonin, enforcou-se com uma toalha a 11 de janeiro de 1981, enquanto esperava julgamento. Butts disse à polícia que a onda de mortes tinha sido um "bom pequeno pesadelo";
- James Michael Munro foi sentenciado de 15 anos a perpétua por homicídio em segundo grau de Steven Wells em 6 de abril de 1981. Munro apelou repetidamente à sua sentença, dizendo que tinha sido enganado a aceitar um acordo onde se acusava. Foi negado repetidamente e está atualmente preso na prisão de Mule Creek;
- Em 17 de maio de 1982, William Pugh foi sentenciado a 6 anos de prisão por homicídio voluntário no caso de Harry Todd Turner. Pugh tinha sido acusado de homicídio em primeiro grau, contudo, depois de 5 horas de deliberação, o júri achou que Pugh era culpado;
- Gregory Miley foi sentenciado de 25 anos a perpétua pelo assassinato de fevereiro de 1980 e do jovem de 15 anos Charles Miranda em 5 de fevereiro de 1982. Está atualmente preso no centro de reabilitação da prisão de California. Desde a sua prisão, Miley foi várias vezes repreendido por violar as regras da prisão. Miley foi recentemente sugerido para condicional em outubro de 2014.

## Assassinos em série com modus operandi semelhantes
Em 1 de julho de 1977, Patrick Kearney, um suspeito numa série de assassinatos de jovens conhecido como os assassinatos de sacos do lixo, entregou-se à polícia de Riverside. Kearney tinha sido fugitivo durante dois meses, depois de ter sido ligado ao assassinato de John LaMay, um jovem de 17 anos - confirmado como vítima do assassino dos sacos do lixo. Kearney confessou o homicídio de 28 rapazes e jovens; muitos deles tinha sido largados no sul da California. Em contraste com Bonin, Kearney desmembrou e largou a maioria das suas vítimas em sacos do lixo. Apesar de ser conhecido como o assassino dos sacos do lixo, Kearney foi inicialmente conhecido como assassino da auto estrada.
Três anos depois da prisão de William Bonin, a polícia prendeu o especialista informático Randy Steven Kraft de 38 anos por associação a várias mortes - também conhecidas como mortes do assassino da auto estrada - que começaram a dezembro de 1972. Kraft começou por ser preso por conduzir de uma forma estranha enquanto se tentava livrar do corpo de um Marine de 25 anos, do seu carro, em Mission Viejo. Depois da sua prisão, a polícia descobriu no camião de Kraft uma lista codificada referindo-se às vítimas, levando Kraft a ser conhecido como o assassino da lista.
Apesar do seu método de se livrar de corpos ter sido semelhante ao de William Bonin, Kraft é conhecido por ter drogado as suas vítimas antes de as matar e de ter usado métodos de tortura sobre os seus corpos, incluindo queimar o peito das vítimas com o isqueiro do carro. Em adição, muitas das vítimas de Kraft tinham idade aproximada dos 20 anos - apenas uma pequena percentagem foi desmembrada.
Juntos, Bonin, Kraft e Kearney mataram cerca de 131 pessoas.

## Media

### Filmes
- O filme Freeway Killer foi lançado pela Image Entertainment em 2010. O filme é baseado nos assassínios cometidos por Bonin e os seus cúmplices. O ator Scott Anthony Leet interpreta William Bonin e Dusty Sorg como Vernon Butts.

## Outras leituras
- Lane, Brian; Gregg, Wilfred (1992). The Encyclopedia of Serial Killers. [S.l.]: Headline Books. ISBN 978-0-7472-3731-0
- Wynn, Douglas (1996). On Trial For Murder. [S.l.]: Pan Books. ISBN 978-0-3303-3947-6